# Foreign Affair (single)
Foreign Affair is een Engelstalige single van de Belgische band Sylver uit 2009. Het nummer is een bewerking van het nummer van Mike Oldfield, die het in 1983 uitbracht op zijn album Crises.
De single bevatte daarnaast nog drie "remixen" en een "extended version" van het lied.
Het liedje verscheen op hun album Sacrifice uit 2009.

## Meewerkende artiesten
Producer: 
- Regi Penxten
- Wout Van Dessel

Artiest:
- Silvy De Bie (zang)
- Regi Penxten (synthesizer)
- Wout Van Dessel (synthesizer)